# Melochia corchorifolia
Melochia corchorifolia är en malvaväxtart som beskrevs av Carl von Linné. Melochia corchorifolia ingår i släktet Melochia och familjen malvaväxter. Inga underarter finns listade i Catalogue of Life.
Utbredningsområdet sträcker sig över savanner från Sudan till Moçambique. Arten hittas ofta intill vattendrag och insjöar.
Från artens bark utvinns en upp till 60 cm lång naturfiber. Den används för att binda kvistar tillsammans och som angelsnöre. Stjälken bruks som hustak.

## Bildgalleri

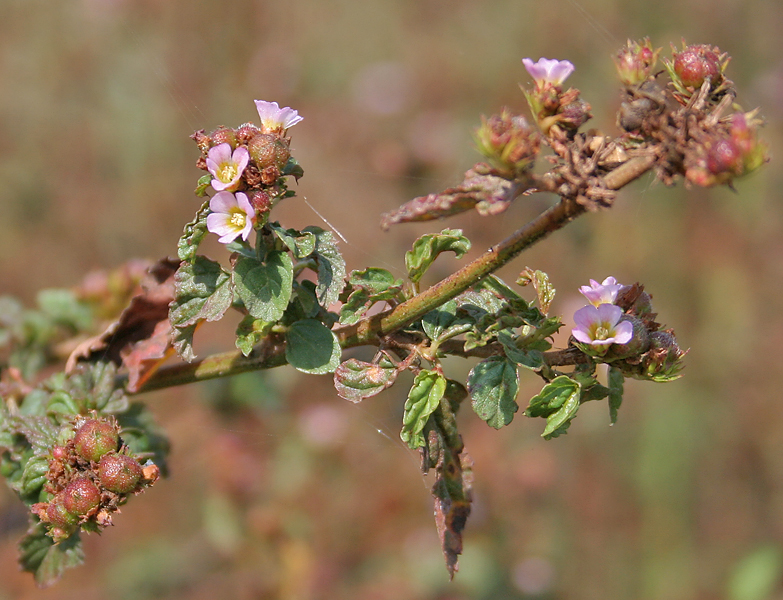
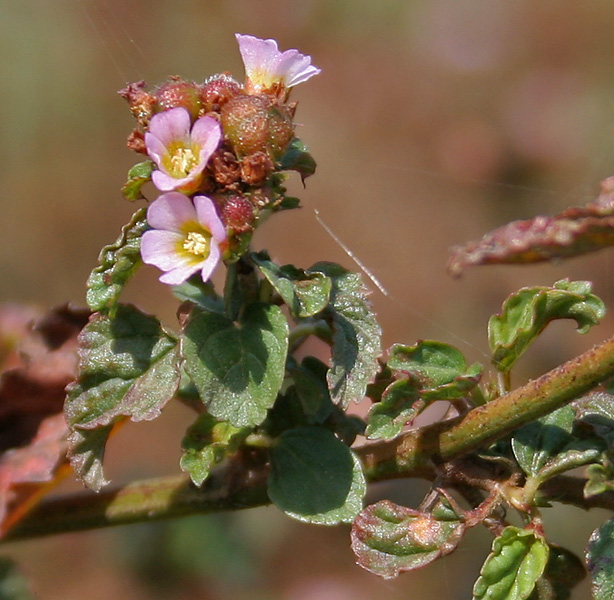
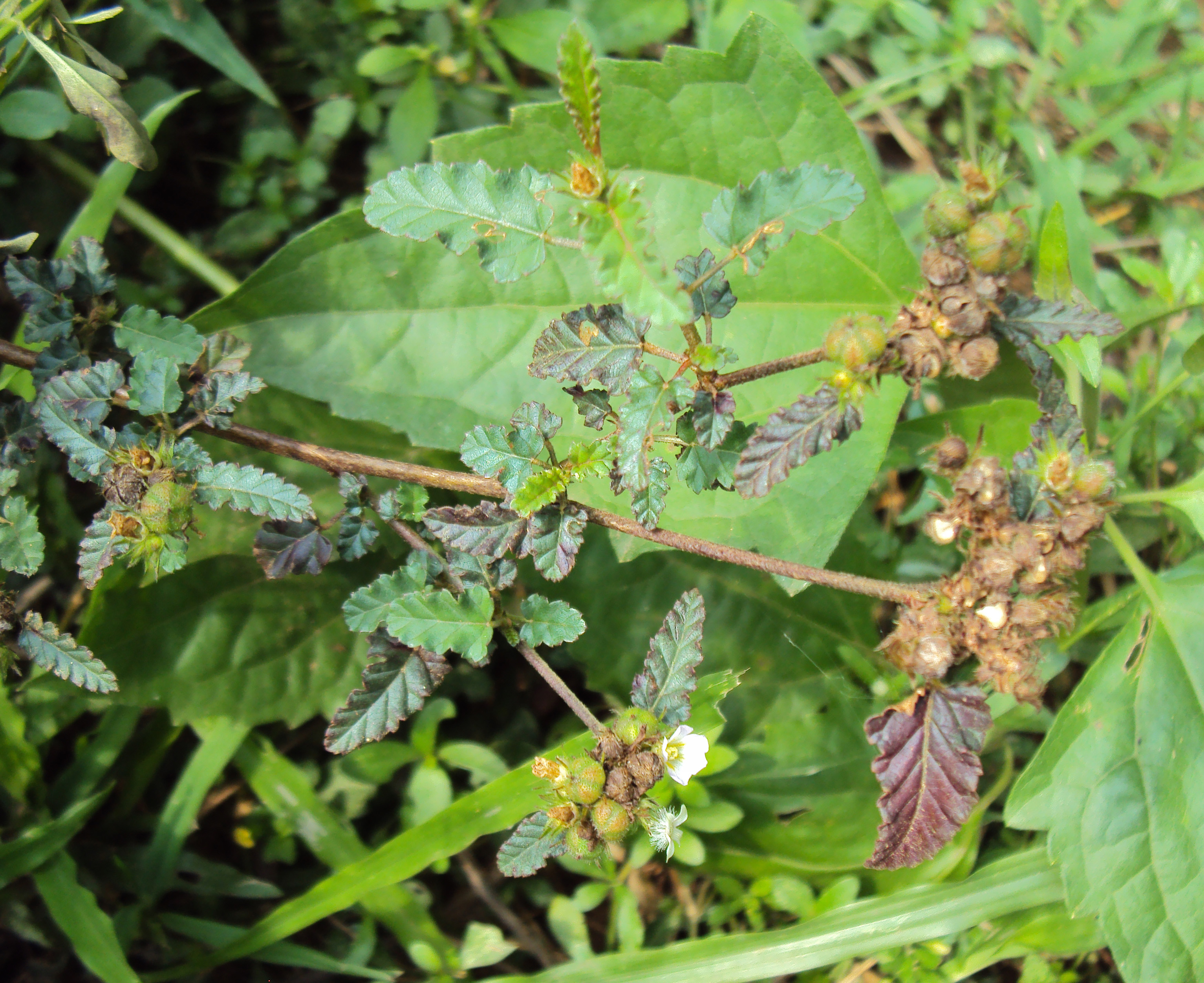